# St. Margareta (Bremthal)

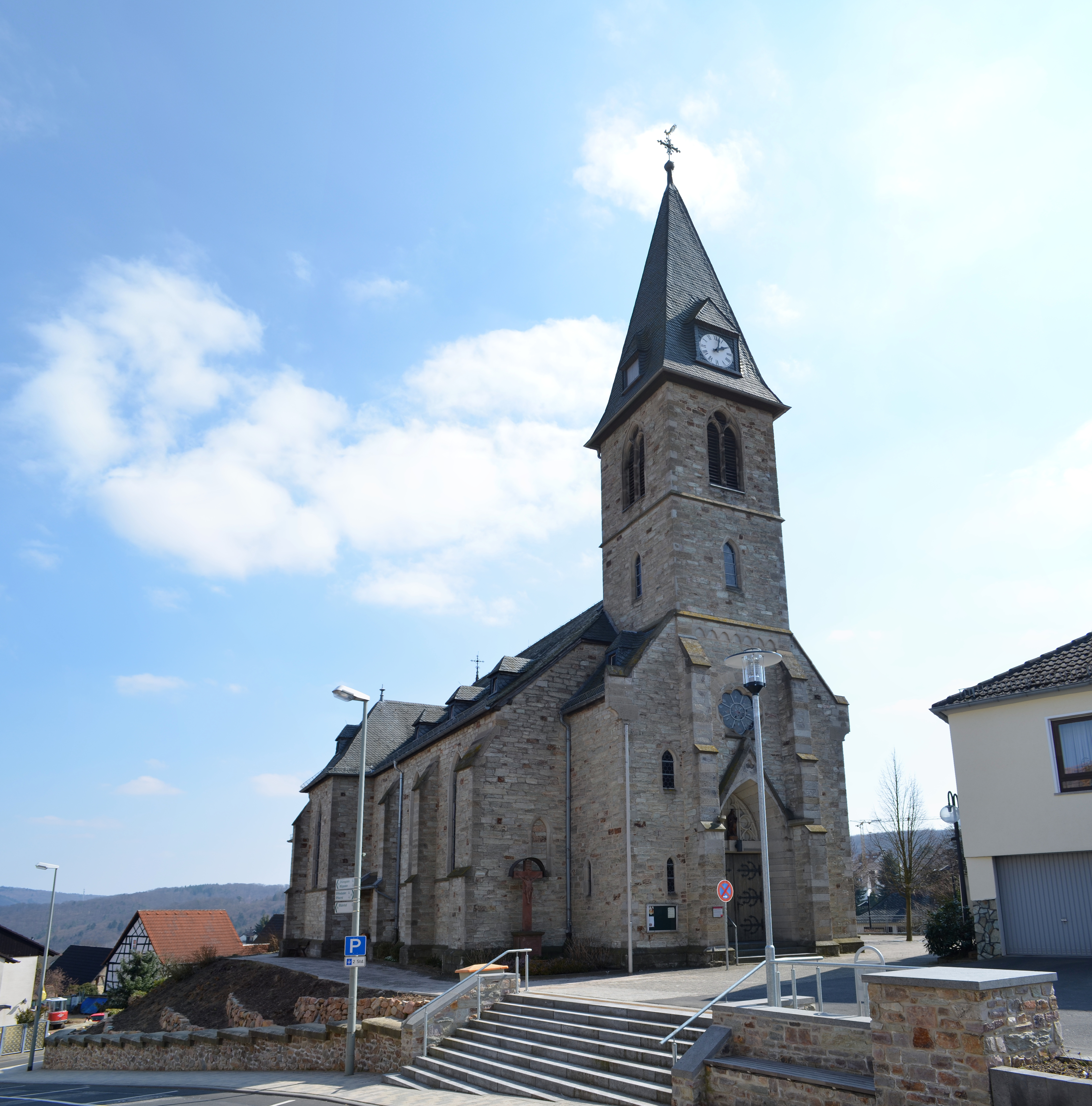
St. Margareta (Bremthal)

St. Margareta ist die katholische Pfarrkirche von Bremthal. Die Margarethenkirche ist Margareta von Antiochia geweiht und steht als Kulturdenkmal unter Denkmalschutz.

## Geschichte
Bremthal gehörte ursprünglich kirchlich wohl zu Schloßborn. In Bremthal bestand damals auf dem Kirchberg wohl eine Kapelle. Um 1200 wurde diese zur Pfarrkirche erhoben. Der erste Pfarrer, der namentlich bekannt ist, ist Hermann im Jahr 1311. Im 15. Jahrhundert wurde die Kapelle durch einen Neubau an gleicher Stelle ersetzt, der weniger als halb so groß war wie die heutige Kirche.
Im Zuge der Reformation wurde Bremthal evangelisch und wurde Filiale der evangelischen Pfarrei Eppstein. Auch die umfangreichen Pfarreinkünfte und -Güter gingen an die Pfarrei Eppstein. 1581 wurde der Ort Teil von Kurmainz. Auch wenn die Staatsreligion ab 1607/09 wieder katholisch war, fehlte es an der materiellen Basis für eine eigene Pfarrei und Bremthal wurde Filialkirche von Fischbach. Der dortige Pfarrer feierte unregelmäßig Gottesdienste in Bremthal. 1728 wurde Bremthal der Pfarrei Oberjosbach zugeordnet.
Die Kirche wurde 1814 als baufällig und zu klein bezeichnet. 1820 wurde der Turm abgetragen und neu errichtet. Ab 1884 hatten die Kapläne der Pfarrei Oberjosbach ihren Sitz in Bremthal, nachdem das Bistum Limburg eine Expositur Bremthal-Vockenhausen errichtet hatte.
Nach dem Abriss der alten Kirche wurde die heutige Kirche erbaut und 1889 geweiht. 1918 wurde die Expositur Bremthal-Vockenhausen zur Pfarrei erhoben. Der Sprengel umfasste neben Bremthal und Vockenhausen noch die Katholiken der überwiegend protestantischen Gemeinden Auringen, Medenbach und Wildsachsen.
1955 schied Vockenhausen aus dem Pfarrverbund aus. 1977 bildete Bremthal mit Wildsachsen eine Pfarrei, die mit der neuen Pfarrkuratie Auringen, Medenbach und Naurod einen Pfarreiverband bildete. 1983 passte die Kirche ihre Strukturen den Zivilgemeindestrukturen an, die sich mit der Gebietsreform in Hessen ergeben hatten: Bremthal wurde Teil des Pfarreiverbandes Eppstein. Hierzu gehörten die Pfarreien Eppstein und Bremthal sowie die Pfarrkuratien Niedejosbah und Vockenhausen. Der gemeinsame Pfarrer hatte seinen Sitz in Eppstein.

## Kirche
Die Kirche wurde 1888 nach Plänen des Mainzer Diözesanbaumeisters Joseph Lucas erbaut und im Folgejahr geweiht. Der neugotische Kirchenbau aus Taunusschiefer ist geostet. Der Turm befindet sich an der Westseite. Es handelt sich um eine Hallenkirche mit kurzem Querhaus und Fünfachtel-Chor. Der Christuskopf aus Sandstein über dem oberen Fenster des Turms stammt eventuell aus der Vorgängerkirche. Am Querhaus befinden sich Sakristeianbauten. Strebepfeiler, Kaffgesims und hohe Lanzettfenster gliedern den Bau. Das spitzbogige Hauptportal im Turm befindet sich zwischen Strebepfeilern. Im Tympanon befinden sich einfaches Maßwerk und eine Figur der Margareta, ein schlichter Wimperg, darüber eine Fensterrosette.
Im Inneren gliedert sich die Kirche in ein breites Hauptschiff und zwei schmale Seitenschiffe. Die Stützpfeiler des Langhauses und die Gewölbejoche mit Kreuzrippen erwecken den Eindruck einer Basilika.

### Ausstattung
Der Hochaltar und zwei Seitenaltäre sowie die Kanzel der ursprünglichen neugotischen Innenausstattung und die Ausmalung von 1920 von Alfons Colloseus aus Frankfurt am Main wurden bei der Renovierung und Umgestaltung 1956–59 und 1972–73 entfernt. Die Quaderbemalung des Sockels wurde bei der Renovierung 1989 jedoch nachgeschaffen.
Der barocke Marmortaufstein von 1749 ist als einziges Stück definitiv aus der Vorgängerkirche übernommen. Erhalten ist weiterhin ein gusseiserner Weihwasserkessel aus dem 17./18. Jahrhundert, der sich jedoch im Museum Wiesbaden befindet.
Das vor dem Altar hängende Holzkruzifix aus dem 16. Jahrhundert soll nach unsicherer Überlieferung  aus der Eppsteiner Talkirche stammen.

## Wegekreuz von 1773

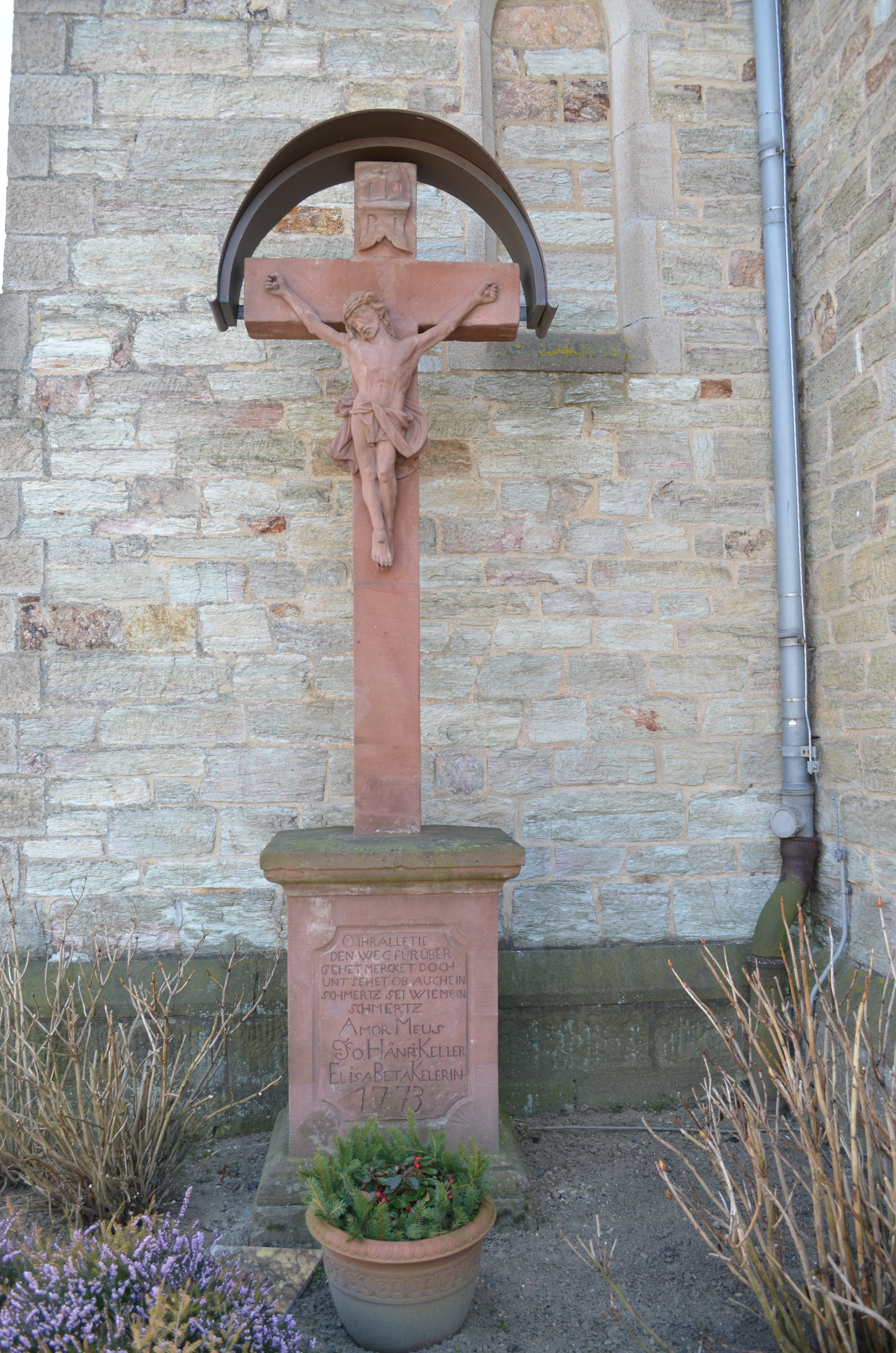
Wegekreuz von 1773

Vor der Kirche steht ein hierher versetztes barockes Wegkreuz aus Sandstein aus dem Jahr 1773. Der Sockel trägt die Inschrift:

„O ihr alle, tie den Weg furüber geht, mercket doch und sehet, ob auch ein Schmertz sei wie mein SChmetz. Amor meus. Jo. Hänri. Keller Elisabetha Kellerin 1773“

Die Inschrift lehnt sich an Vers 12 des ersten Kapitels der Klagelieder Jeremias an.

## Pfarrer
- 1918–1928: Martin Hippacher
- 1928–1935: Wilhelm Reuter